# Стеклянный пол

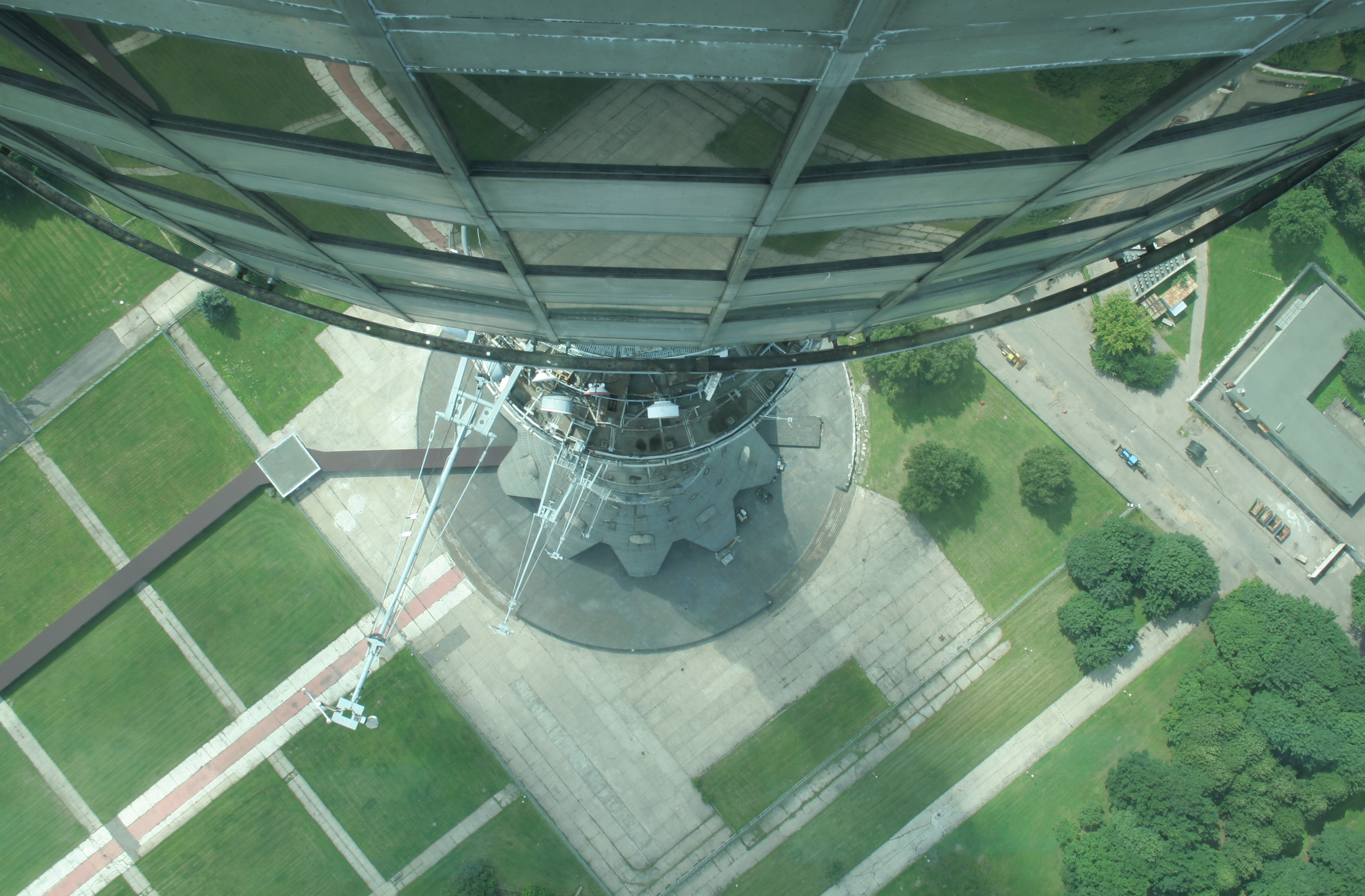
Вид через прозрачный пол смотровой площадки Останкинской телебашни

Стеклянный пол — архитектурный элемент, позволяющий рассматривать предметы, находящиеся под ним. Обычно изготавливается из закалённого стекла, чаще прозрачного, иногда матового. Особенно популярен как аттракцион у туристов, посещающих смотровые площадки высотных зданий. Кроме того, стеклянные полы часто делают в исторических зданиях, чтобы показать следы прошлого, скрытые под полом.

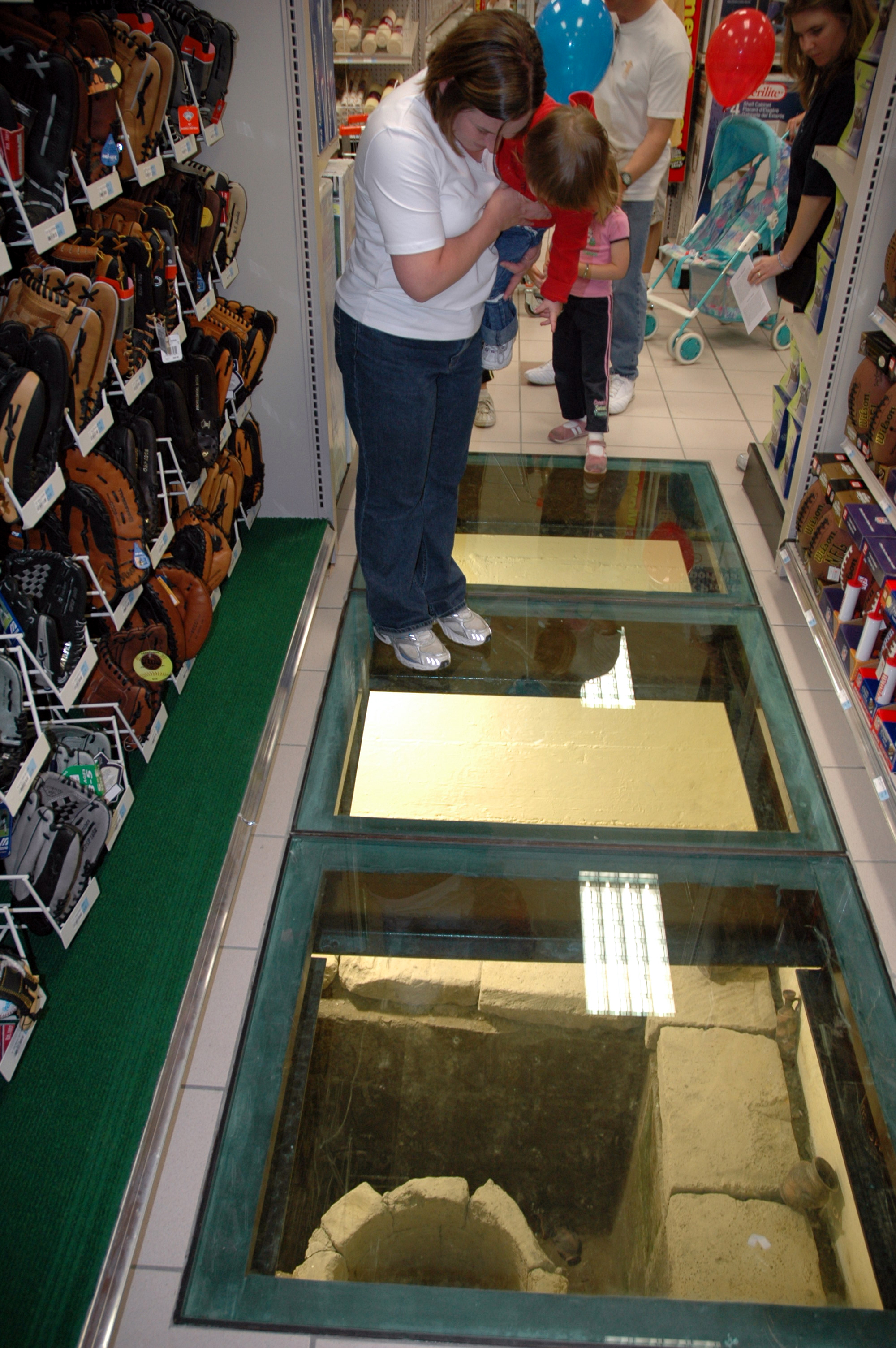
Посетители магазина рассматривают находки времён Древнего Рима

Высочайший на текущий момент стеклянный пол находится на высоте 1450 метров в Великом каньоне и называется Grand Canyon Skywalk. Высочайший стеклянный пол в отдельно стоящем здании находится в Торонто в телебашне CN Tower. Он был сделан в 1994 году, а в 1997 похожий стеклянный пол был сделан в Останкинской башне в Москве.
Стеклянные полы также применяются при строительстве мостов, например, в Китае построен Стеклянный мост Юньтайшань.
Самый древний стеклянный пол был упомянут в преданиях о Царе Соломоне и Царице Савской: под стеклянным полом в дворце Соломона плавали рыбы, что произвело впечатление на царицу.

## Обзорные площадки со стеклянными полами

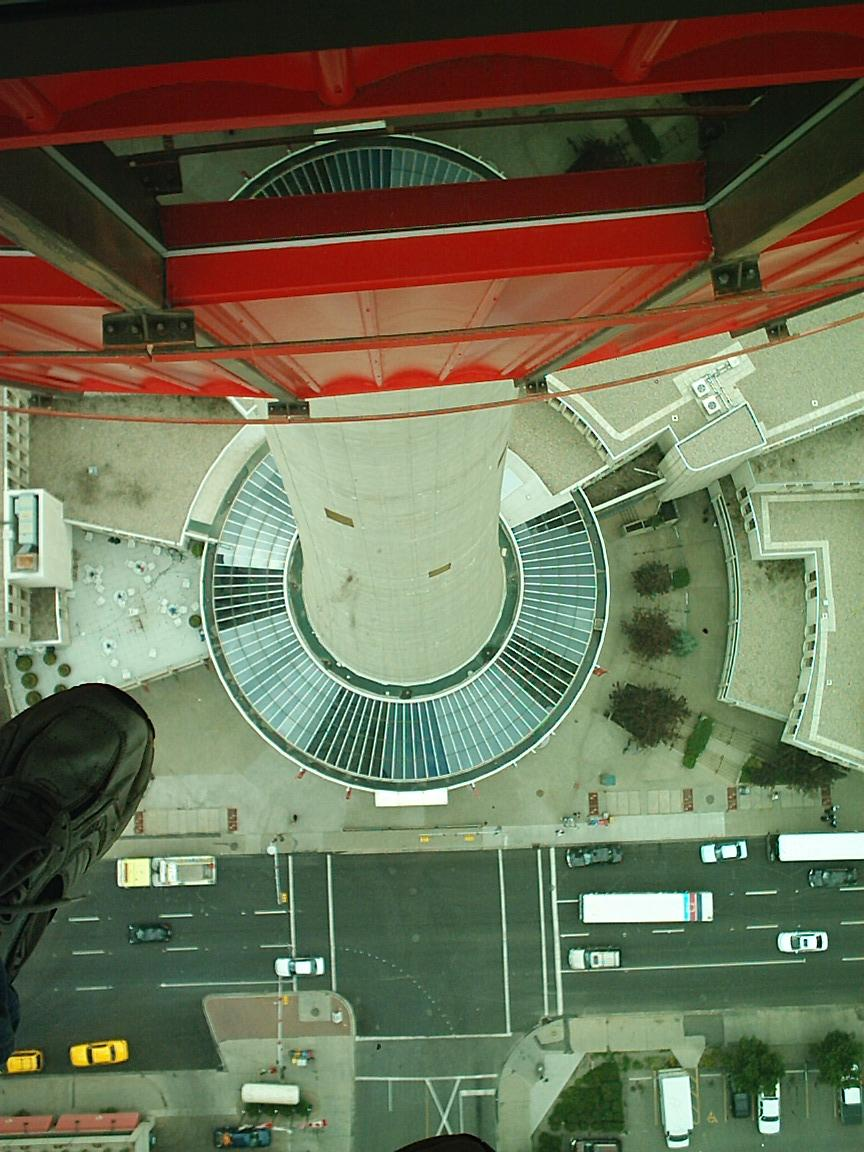
Калгарийская башня, Калгари
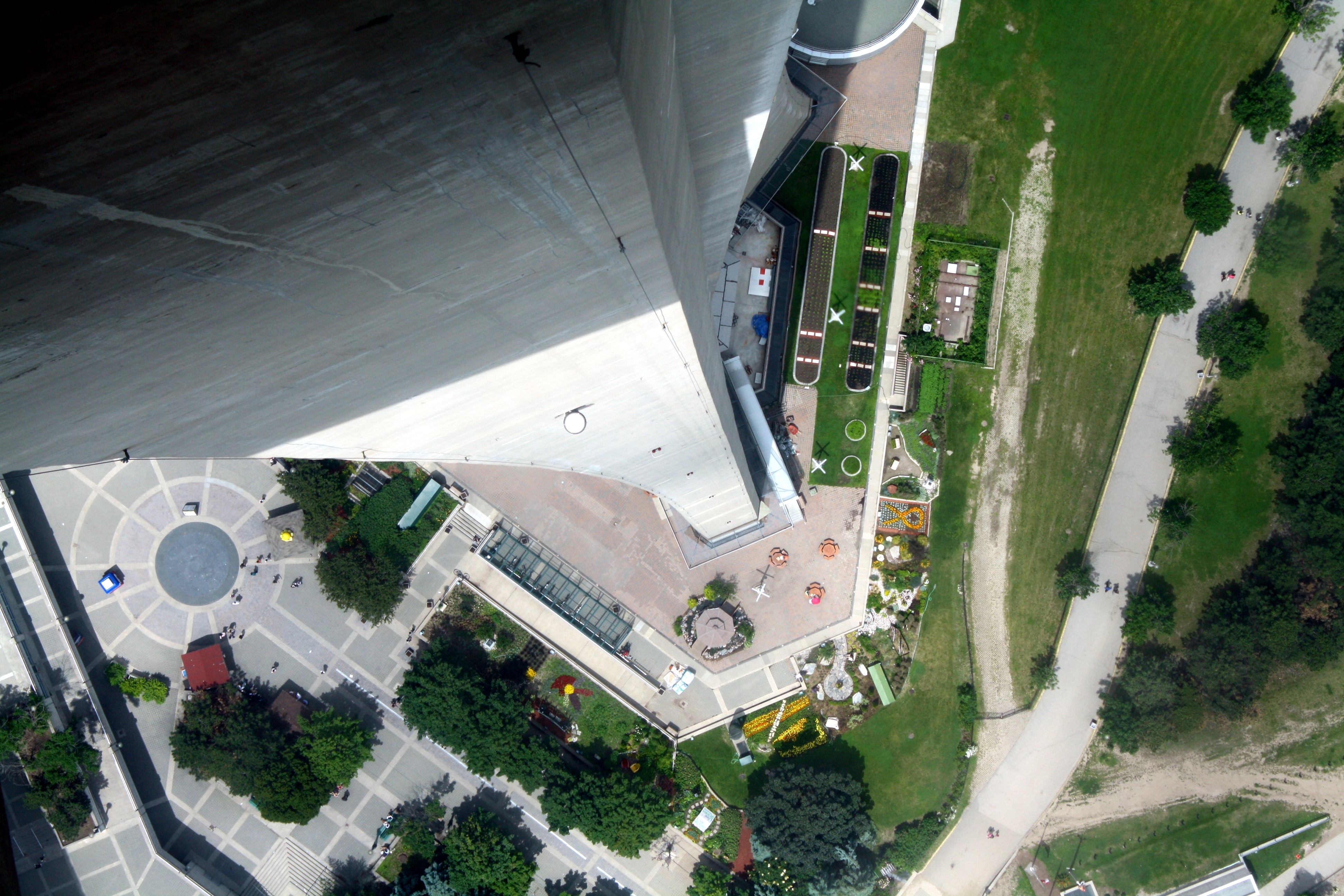
CN Tower, Торонто
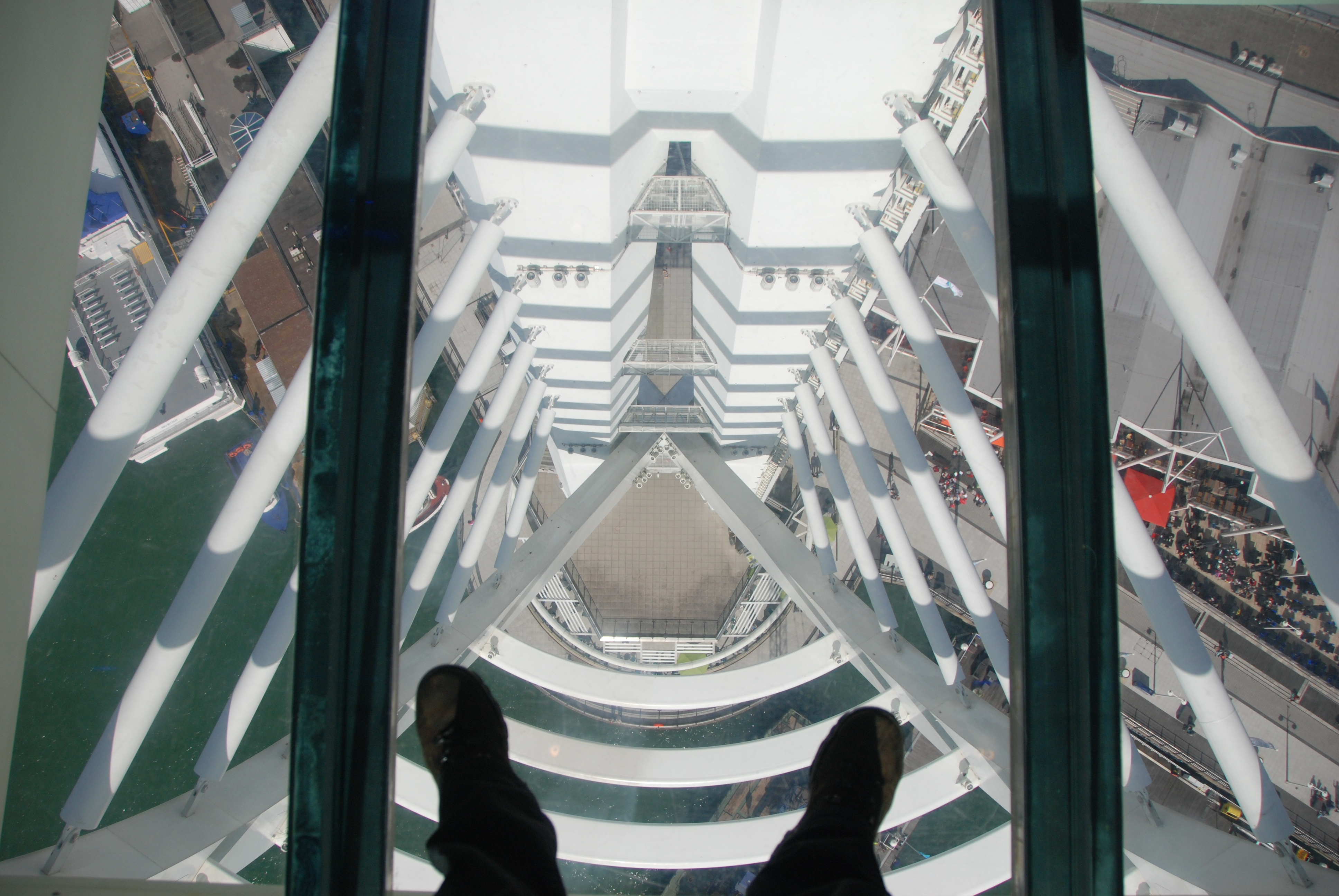
Emirates Spinnaker Tower, Портсмут
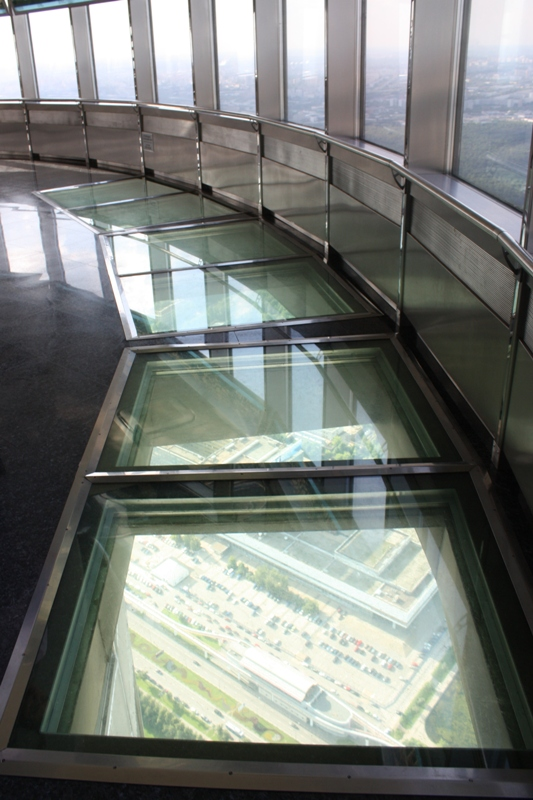
Останкинская телебашня, Москва
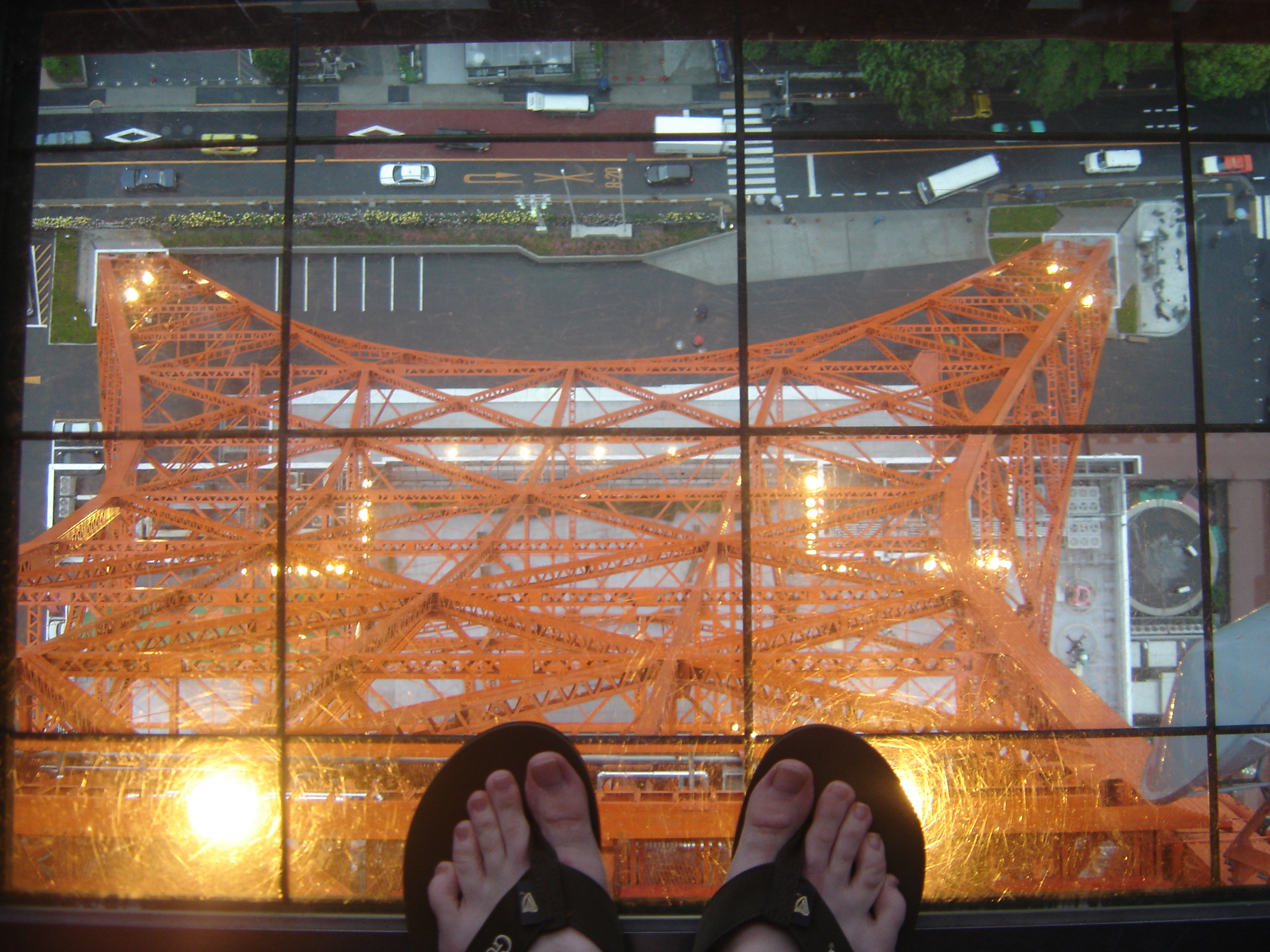
Tokyo Tower, Токио
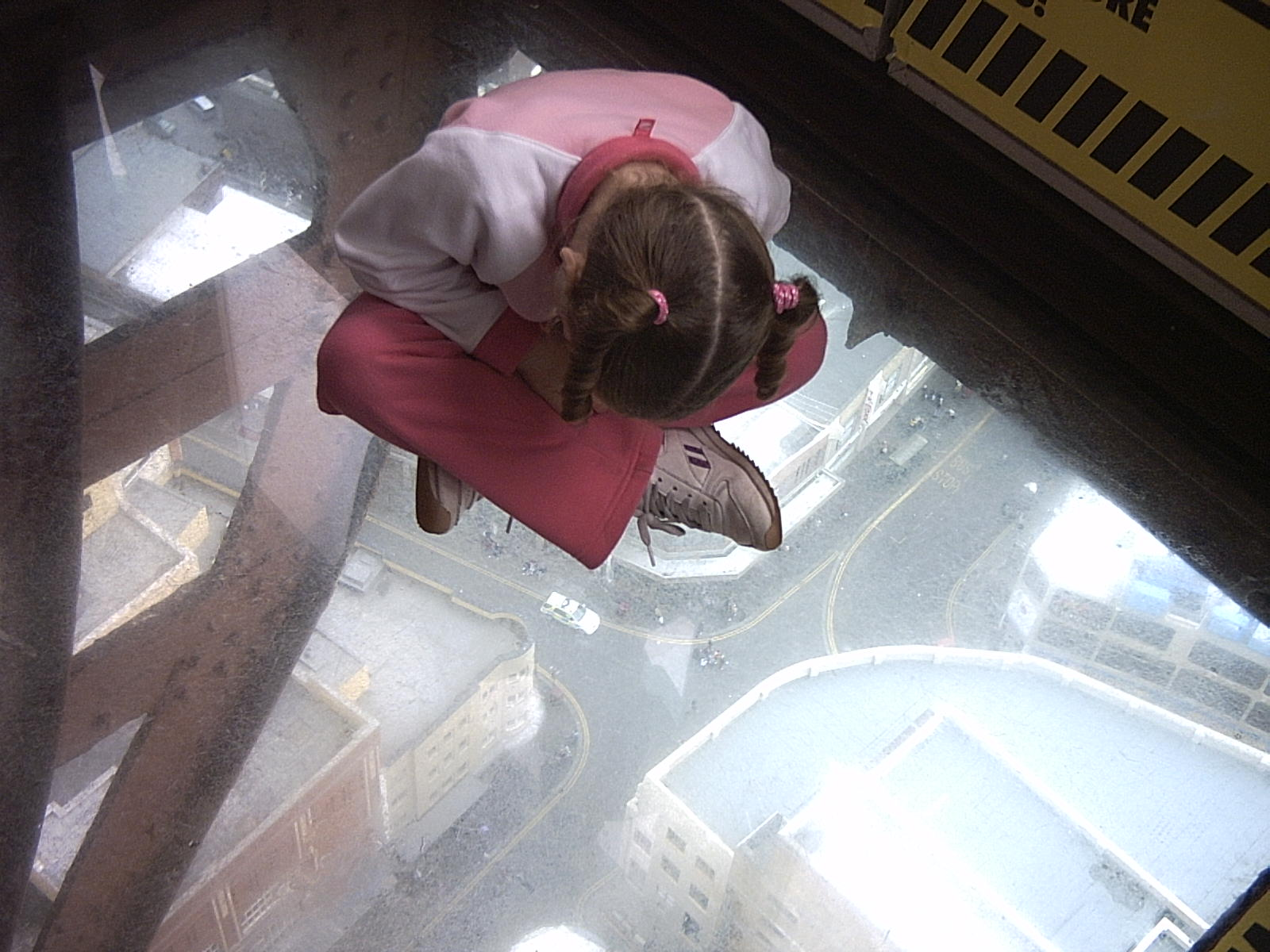
Blackpool Tower, Блэкпул